# Zoatoubsi
 (août 2009).
Si vous disposez d'ouvrages ou d'articles de référence ou si vous connaissez des sites web de qualité traitant du thème abordé ici, merci de compléter l'article en donnant les références utiles à sa vérifiabilité et en les liant à la section « Notes et références ».
Zoatoubsi est un village de la région du Centre du Cameroun qui compte environ 2 500 habitants. Il est situé sur la commune de Obala dans le département de la Lekié, à environ 32 km de Yaoundé. Son nom signifierait « le chemin des éléphants » ou littéralement « le lieu où l'éléphant creusa le sol », en eton. Le village s'étend sur environ 3,5 km entre les villages Endinding, du chef supérieur des Éton, Christophe Ndzomo, et Efok, connu pour ses écoles catholiques, son séminaire et son hôpital Ad Lucem.
Le village est subdivisé en trois blocs : Zoatoubsi I, Zoatoubsi II et Zoatoubsi II. Plusieurs familles majoritairement (98 %) Esselé se côtoient depuis des décennies (Mbog konimbog, Mbog Zip, Mbog Bissom, Mbog andeloua, Mbog bessatoan...) Mbog Ngoura. 
Quelques noms de familles : Obama, Mbida, Bessala, Ongolo, Atanagana, Mbassi, Menanga, Onomo, Onana, Bella, moan Mbele...

## Économie
Les principales ressources économiques sont le cacao, l'exploitation des palmiers (production d'huile et cueillette du vin), les arachides et d'autres cultures vivrières et maraîchères .

## Personnalités liées à Zoatoubsi
Le village a vu naître Adalbert Ndzana, évêque de Mbalmayo et Aimé Richard Lekoa, Docteur en sciences de l'éducation, diplômé de philosophie et sociologie des universités de Grenoble et Lyon , Consultant en relations sociales, Adhérent, militant Secrétaire Régional Union Régionale Interprofessionnelle CFDT Auvergne Rhône-Alpes, Président du think Thank Alternative Cameroun, Éditeur de Cameroun Express.com, journaliste installé à Lyon -France.
À Zoatoubsi, vit également la famille originelle d'André-Marie Mbida, tout premier, Premier Ministre du Cameroun francophone autonome de 1957 à 1958 mort en 1980.

## Éducation
Le village compte une école primaire publique. Jusqu'à la fin des années 1990, les jeunes de Zoatoubsi allaient à Efok, Endinding, Koudandeng ou Obala pour leur scolarité du cycle primaire au cycle secondaire dans les écoles primaires catholiques et publiques, au collège Jean XXIII, Petit séminaire, Lycée et collège Joseph Stinzi.